# Полтавський державний аграрний університет
Полтавський держа́вний агра́рний університет — заклад вищої освіти у Полтаві. Його історія розпочалася 1 вересня 1920 року з факультету садівництва та городництва при Вищій робітничій школі.

## Історія університету
У вересні — жовтні 1920 року на факультеті, де працював 21 викладач, почали навчатися 49 слухачів. Тут були секції тваринництва, рільництва, садівництва з городництвом.
Дата створення цього факультету і вважається датою заснування вищого сільськогосподарського закладу в Полтаві. Серед тих хто викладав тут у ті роки, був позаштатний професор Д. О. Оглоблін
У жовтні 1921 року на основі сільськогосподарського факультету Вищої робітничої школи утворюється сільськогосподарський технікум.
Згодом до сільськогосподарського технікуму приєднуються кооперативний технікум і садово-городна профшкола. З жовтня 1923 року він називався агрокооперативний технікум, а з 1926—1927 навчального року — Полтавський сільськогосподарський політехнікум, який у жовтні 1929 року і був реорганізований у сільськогосподарський інститут.
Напередодні Німецько-радянської війни інститут був добре обладнаним і досить значним на той час.
Німецько-радянська війна перервала творчу працю викладачів і студентів, більшість яких у перші дні війни вступили в ряди Радянської Армії.
Викладачі основних кафедр і студенти старших курсів евакуювалися в місто Курган, де працювали до лютого 1944 року. Після цього невелика група співробітників повернулась у Полтаву, й інститут розпочав свою роботу.
23 липня 2001 року Полтавський державний сільськогосподарський інститут реорганізовано в Полтавську державну аграрну академію.
За роки існування вищим навчальним закладом підготовлено більше 22,5 тисяч висококваліфікованих спеціалістів для агропромислового комплексу.

## Ректори
У різні роки навчальний заклад очолювали:
- Є. Л. Рекало (1920—1925),
- В. П. Чугай (1925—1928),
- Ф. Г. Помаленький (1928—1931),
- І. П. Хоруженко (1931—1932),
- І. В. Сердюк (1932—1937),
- Щанін Костянтин Кузьмич (1937—1938),
- С. К. Андрущенко (1938—1939),
- А. Ф. Толмачов (1939—1940),
- С. Ф. Віденін (1940—1951),
- П. Н. Ванцак (1951—1962),
- М. О. Добровольский (1962—1963),
- В. О. Іващенко (1963—1968),
- Добровольський Микола Олександрович (1968—1988),
- Куценко Олександр Михайлович (1988—1996),
- Писаренко Віктор Микитович (1996—2011).
- Аранчій Валентина Іванівна (2011-2023)
- Галич Олександр Анатолійович (2023-наші дні).

## Викладацький склад
Навчальний процес забезпечує кваліфікований професорсько-викладацький склад (450 осіб), у тому числі: 36 докторів наук, професорів, 243 кандидати наук, доценти. В академії працює 4 академіки, один член-кореспондент і 14 заслужених працівників освіти, сільського господарства та інших галузей.

## Про університет
Полтавський державний аграрний університет сьогодні — великий навчально-науковий комплекс, до складу якого входять чотири коледжі та три технікуми.
Підготовка студентів ведеться за ступеневою системою — бакалавр, спеціаліст, магістр — відповідно до отриманих ліценцій зі спеціальностей:
- «Економіка підприємства»
- «Фінанси і кредит»
- «Облік і аудит»
- «Менеджмент»
- «Агрономія»
- «Технологія виробництва і переробки продукції тваринництва»
- «Ветеринарна медицина»
- «Процеси, машини та обладнання агропромислових підприємств»
- «Адміністративний менеджмент»
- «Екологія, охорона навколишнього середовища та збалансоване природокористування»

З метою впровадження ступеневої підготовки фахівців, ефективного використання науково-педагогічних кадрів, навчально-лабораторної та виробничої бази, соціальної інфраструктури, організації і підвищення кваліфікації викладачів і наукових співробітників, спільного проведення науково-дослідних робіт та підготовки наукових кадрів на базі академії створений навчально-науково-виробничий комплекс. В складі комплексу академії діють:
- Інститут післядипломної освіти та дорадництва,
- три технікуми: Березоворудський аграрний технікум,
- Лохвицький технологічний технікум,
- Хомутецький ветеринарно-зоотехнічний технікум,
- чотири коледжі: Аграрний коледж управління і права,
- Аграрно-економічний коледж,
- Лубенський фінансово-економічний коледж,
- Хорольський агропромисловий коледж,
- ліцей та підготовчі курси,
- Науково-дослідний інститут агрономії,
- проблемно-науково-дослідні лабораторії,
- навчально-дослідне господарство,
- ряд інших підрозділів.

В академії функціонує 35 кафедр, більшість з яких очолюють доктори наук, професори, і 19 філій кафедр, створених на базі науково-дослідних організацій та передових господарств області.
Навчання здійснюється за рахунок держбюджету, пільгових довгострокових кредитів, коштів юридичних і фізичних осіб за денною, заочною та екстернатною формами.
У період навчання кожен зі студентів може одержати другу вищу освіту, отримати робочу професію.
Навчально-матеріальна база академії включає: 5 навчальних корпусів, навчально-виробничі майстерні, спортивний комплекс, віварій для утримання сільськогосподарських тварин, ветеринарні клініки, бібліотеку, читальні зали. В академії функціонує 28 комп'ютерних класів, обладнаних сучасними комп'ютерами, які підключені до мережі Internet. Загальна кількість ПЕОМ на факультетах академії 1000. Організовано редакційно-видавничий центр «Terra». Загальна площа навчальних корпусів становить 38640 кв.м.

### Наукова робота
Наукова діяльність проводиться в 31 науково-технічному підрозділі. В університеті сформовано 4 наукових школи відповідно до профілю: економічного; менеджменту; екології; ветеринарної медицини.
Підготовка науково-педагогічних кадрів здійснюється через аспірантуру з 12 спеціальностей.
Науково-дослідна робота студентів проводиться шляхом науково-практичних конференцій, конкурсів, олімпіад та роботи в наукових гуртках при кафедрах.
Університет видає фаховий науковий журнал «Вісник Полтавської державної аграрної академії» з шести спеціальностей.
У високорозвинутих сільськогосподарських підприємствах ПП «Агроекологія» Шишацького району та АФ «Маяк» Котелевського району функціонують філіали академії, а також численні філіали кафедр, де студенти проходять навчальну та виробничу практику.
Вчені академії проводять активну науково-дослідну роботу у різних сферах сільськогосподарського виробництва. Пріоритетні напрями наукових досліджень:
- органічне землеробство;
- сучасні методи селекції польових культур;
- альтернативні джерела енергії;
- зелена енергетика;
- перспективи плодоовочевого ринку;
- забезпечення конкурентоспроможності підприємства АПК;
- розвиток сільських територій.

Вченими академії виконується 8 державних наукових тем, 17 договірних, 274 ініціативних.
За результатами проведених досліджень вченими академії створені високопродуктивні сорти озимої пшениці — «Диканька», «Левада», «Манжелія», гороху — «Полтавець 2», які пройшли державне сортовипробування та включені у Державний реєстр сортів і рекомендовані для вирощування в Степу та Лісостепу України.
Створений Центр органічного землеробства «Полтава-Органік» займається науковим супроводом впровадження органічного землеробства у сільськогосподарських підприємствах, а також питаннями створення інноваційної системи виробництва, переробки та формування культури споживання екологічно безпечної продукції.
В академії успішно функціонує єдина в області сертифікована лабораторія агроекологічного моніторингу, яка призначена для агроекологічної оцінки ґрунтів Полтавської області з метою визначення їх придатності для ведення органічного землеробства.
У плані популяризації знань щодо можливості використання відновлювальних джерел енергії ведеться робота на основі створеної в академії спільно із польськими спеціалістами лабораторії відновлювальних джерел енергії, яка за своїми можливостями є однією з найкраще обладнаних лабораторій даного профілю в Україні.
Дякуючи українсько-польському проекту, академія має гаряче водопостачання ряду гуртожитків з допомогою сонячних батарей.
Продуктивно працює створений у рамках українсько-нідерландського проекту на базі академії центр з біоенергетики, який займається використанням так званих «енергетичних» рослин як сировини для виробництва біопалива.
За сприяння німецької фірми «ХАКА» створено навчально-виставковий центр, у якому представлено технологію сучасного свинокомплексу.
Міністерством аграрної політики та продовольства України узагальнено досвід співпраці Полтавської державної аграрної академії та аграрного бізнесу у сфері освіти, науки, агропромислового виробництва та розповсюдження його серед інших областей держави.
З метою реалізації проекту стратегії соціально-економічного розвитку «Рідне село» Міністерства аграрної політики та продовольства України, програми розвитку сільських територій Полтавської області на період до 2020 року, сприяння територіальним громадам у розбудові сільських територій в академії створено Регіональний навчально-практичний центр розвитку сільських територій.

### Навчання
Підготовка студентів ведеться за ступеневою системою — бакалавр, спеціаліст, магістр — відповідно до отриманих ліценцій зі спеціальностей:
- «Економіка підприємства»
- «Фінанси і кредит»
- «Облік і аудит»
- «Менеджмент організацій і адміністрування»
- «Агрономія»
- «Технологія виробництва і переробки продукції тваринництва»
- «Ветеринарна медицина»
- «Процеси, машини та обладнання агропромислових підприємств»
- «Адміністративний менеджмент»

Із метою поглиблення знань з іноземних мов у академії функціонує «Мовний центр», який є одним з найкращих у державі.
У вузі діє «Центр кар'єри», де студенти-випускники одержують вичерпну інформацію про можливості працевлаштування.
Перепідготовка та підвищення кваліфікації спеціалістів здійснюється інститутом післядипломної освіти та дорадництва за базовими напрямками.

### Студентське життя
З усіх вищих навчальних закладів регіону лише в Полтавській державній аграрній академії функціонує ексклюзивний центр дозвілля для студентів.
В академії працює культурно-освітній відділ, який об'єднує творчу молодь. Це 12 гуртків художньої самодіяльності, з яких два мають звання народних аматорських колективів, фольклорно-етнографічний ансамбль «Маланка» та ансамбль народного танцю «Ярина», ансамбль баяністів, ансамбль скрипалів, хоровий колектив. Заслуженою славою користується ансамбль сучасної пісні «Мал-а-хіт». Успішно діють ансамблі спортивного й бального танцю, вокально-інструментальний гурт «Агроджаз».
В Академії функціонують клуби, гуртки, проводяться тематичні вечори, вечори відпочинку та спортивні заходи. Студенти мають змогу займатися у тренажерному залі, грати у футбол на літньому майданчику, у баскетбол і волейбол в спортивному залі. В їхньому розпорядженні клуб-кафе «Еней», де створено умови для культурного відпочинку, проведення дискотек, культурних програм. Створені належні соціально-побутові умови для студентів та викладачів, всі студенти за потребою забезпечені гуртожитком, працюють їдальня, буфети, санаторій-профілакторій «Наталка-Полтавка», спортивно-оздоровчий табір.
Студенти проживають у комфортабельному гуртожитку, обладнаному усім необхідним: холодильниками, меблями, пральними машинами, телевізорами, душовими кімнатами.
Справжньою окрасою не лише академії, а й Полтави є чудовий парк площею 4,5 гектара, де представлені екзоти, що на Полтавщині зустрічаються лише тут. Сучасна дендрофлора парку нараховує близько ста видів і форм.

### Факультети та інститути
- Навчально-науковий інститут агротехнологій селекції та екології
- Ветеринарної медицини
- Навчально-науковий інститут економіки, управління, права та інформаційних технологій
- Інженерно-технологічний
- Обліку та фінансів
- Технології виробництва і переробки продукції тваринництва
- Підготовчий факультет для іноземних громадян

## Видання
- «Технологічний аудит та резерви виробництва» — наукометричний науковий журнал, який публікує результати досліджень, що дозволяють знаходити резерви ресурсозбереження, енергозбереження, підвищення екологічної безпеки, підвищення якості та конкурентоспроможності продукції в промисловості. Видається з 2011 року спільно з ПП «ТЕХНОЛОГІЧНИЙ ЦЕНТР». Індексується в світових наукометричних базах даних і системах: Scopus, OpenAIRE, EconBiz , 1findr, CrossRef, Index Copernicus, EBSCO, MIAR,, ERIH PLUS, IDEAS[2]
- «Вісник Полтавської державної аграрної академії» — фаховий вісник, що видається Полтавською державною аграрною академією з 1998 року. Першим головним редактором журналу був В. Писаренко. У 1998—2002 роках журнал носив назву «Вісник Полтавського державного сільськогосподарського інституту».[3]

## Видатні випускники
- Антонець Семен Свиридонович — Герой Соціалістичної Праці, Герой України, Заслужений працівник сільського господарства України.
- Бублик Юрій Васильович — народний депутат України 7-го та 8-го скликань.
- Гришко Микола Миколайович — український ботанік, дійсний член АН УРСР.
- Кальченко Никифор Тимофійович — український радянський партійний і державний діяч, Герой Соціалістичної Праці.
- Козубенко Василь Овсійович (1899—1971) — вчений-селекціонер, лауреат Ленінської премії, доктор сільськогосподарських наук, професор, Герой Соціалістичної Праці.
- Корост Тетяна Михайлівна — Герой України, Заслужений працівник сільського господарства України.
- Коросташов Олександр Григорович — Герой України, Заслужений працівник сільського господарства України.
- Почерняєв Федір Кузьмич — український, радянський науковець, Заслужений працівник сільського господарства України.
- Сень Олександр Васильович — український державний діяч, заступник міністра аграрної політики та продовольства України, Заслужений працівник сільського господарства України.